# Attentat de la gare de Bologne
L'attentat de la gare de Bologne (en italien : strage di Bologna) est l'une des plus importantes attaques terroristes que l'Europe a subies au cours du XXe siècle et la plus meurtrière des années de plomb italiennes. L'attentat a fait 85 morts et blessé plus de 200 personnes dans la gare de Bologne le 2 août 1980 à 10 h 25. Des membres d'un groupe d'extrême droite sont condamnés pour l'attentat, tandis que le vénérable maître de la loge maçonnique Propaganda Due et deux officiers des services secrets militaires italiens sont condamnés pour entrave à l'enquête.

## Attentat
Le 2 août 1980, à 10 h 25, à la gare de Bologne, une bombe posée dans la salle d'attente explose, soufflant le dôme qui retombe ensuite sur les victimes. Un mur porteur s'effondre. 85 personnes sont tuées, plus de 200 sont blessées, arrivant ou partant de la gare pour les vacances d'été.
La gare est presque entièrement détruite. L'explosion est si violente qu'un train en partance pour Chiasso situé sur la voie 1, à côté de la salle d'attente, est renversé et partiellement détruit. L'une des victimes, Maria Fresu, 23 ans et assise à côté de la valise piégée, est désintégrée,.

## Enquête et procès
Dans les heures qui suivent, la police, sous la pression du gouvernement de Francesco Cossiga, avance comme explication l'explosion accidentelle d'une vieille chaudière dans le sous-sol de la gare. Cette hypothèse est reprise par la plupart des médias de masse, mais les investigations matérielles faites sur place démentent cette hypothèse. Dès lors, la thèse de l'attentat terroriste est retenue.
Les fausses pistes se comptent par dizaines, mais l'enquête s'oriente vers les milieux d'extrême-droite néo-fascistes. Le 26 août 1980, le procureur de Bologne délivre une vingtaine de mandats d'arrêt contre des militants du NAR (Nuclei Armati Rivoluzionari ou Noyaux armés révolutionnaires) parmi lesquels figurent Massimo Morsello et Roberto Fiore. Trois heures après l'attentat, les Carabinieri avaient reçu un coup de téléphone anonyme d'un homme se réclamant des NAR, et disant défendre l'honneur de Mario Tuti (it), fondateur du Front national révolutionnaire, alors emprisonné.
Le général Pietro Musumeci, no 2 du SISMI, qui s'est révélé en 1981 être un membre de la loge maçonnique Propaganda Due (P2), est accusé d'avoir créé des fausses preuves pour inculper Roberto Fiore et Gabriele Adinolfi, deux leaders du groupe nationaliste Terza Posizione qui avaient fui en exil à Londres. Les deux leaders de Terza Posizione affirmaient que Musumeci tentait de détourner les soupçons portés sur Licio Gelli, le chef de la P2.
L'enquête dura presque quinze ans, et c'est seulement grâce à l'action des familles des victimes que le procès put arriver à son terme. Après plusieurs procès, les juges désignent pour coupables trois membres du NAR déjà condamnés pour d'autres actions meurtrières, Valerio Fioravanti, Francesca Mambro et Sergio Picciafuoco. Luigi Ciavardini, mineur à l'époque, est d'abord acquitté puis condamné en appel à 30 ans de prison en 2002,. Son jugement est confirmé en cassation en 2007, mais il est remis en semi-liberté en 2009,.
La magistrature choisit en revanche d'ignorer la présence à Bologne ce jour-là de deux membres du groupe Separat (ou groupe Carlos), Thomas Kramm, expert en explosifs, et Christa-Margot Fröhlich, ainsi que du membre des Brigades rouges Francesco Marra. Cette piste est à nouveau évoquée en août 2011 pour être finalement archivée en juillet 2014.
Le 23 novembre 1995, la Cour de cassation a publié les verdicts suivants :
- les exécutants matériels de l'attentat, le néo-fasciste Valerio Fioravanti et son épouse Francesca Mambro, membres des Nuclei Armati Rivoluzionari (NAR) et qui ont toujours clamé leur innocence, sont condamnés à la prison à perpétuité ;
- la condamnation pour obstruction à l'enquête de Licio Gelli, vénérable maître de la loge maçonnique Propaganda Due (P2), de Francesco Pazienza et de deux officiers du SISMI : le général Pietro Musumeci et le colonel Giuseppe Belmonte.

Pazienza, chef du Super-SISMI en 1980, était notamment accusé, avec le général Musumeci, d'avoir placé, en janvier 1981, une valise d'explosifs dans le train Tarente-Milan du même type que celle utilisée dans la gare de Bologne, afin d'égarer les pistes.
Dans son arrêt du 23 novembre 1995, la Cour de cassation révèle :
« l'existence d'une vaste association subversive composée, d'une part, par des éléments provenant des mouvements néo-fascistes dissous, tels Paolo Signorelli, Massimiliano Fachini, Stefano Delle Chiaie, Adriano Tilgher, Maurizio Giorgi, Marco Ballan, […] et d'autre part, par Licio Gelli, le chef de la loge P2, Francesco Pazienza, le collaborateur du directeur général du service de renseignement militaire SISMI, et deux autres officiers du service, le général Pietro Musumeci et le colonel Giuseppe Belmonte. On leur attribuait […] d'un côté de vouloir subvertir les équilibres politiques constitutionnels, pour consolider les forces hostiles à la démocratie, et de l'autre […] de favoriser les auteurs d'entreprises terroristes qui pouvaient s'inscrire dans leurs plans. »
Le 9 juin 2000, la cour d'assises de Bologne a émis de nouvelles condamnations : 9 ans de prison pour Massimo Carminati, extrémiste de droite, et quatre ans et demi pour Federigo Mannucci Benincasa, ancien directeur du SISMI à Florence, et Ivano Bongiovanni, criminel de droit commun lié à la droite extra-parlementaire. Le dernier accusé est Luigi Ciavardini, condamné à 30 ans d'emprisonnement, confirmant sa condamnation de 2007. Il continue aussi à clamer son innoncence.
Le 9 janvier 2020, le tribunal de Bologne condamne à l'emprisonnement à vie Gilberto Cavallini, ancien terroriste fasciste du Nar, Cavallini, 67 ans, pour conspiration en vue de commettre un attentat. Selon le ministère public de Bologne, il a fourni un soutien logistique aux auteurs matériels de l'attentat du 2 août 1980.
Selon l’hebdomadaire italien L'Espresso en décembre 2020, le financement de l'attentat a été effectué via des comptes suisses pour un montant de cinq millions de dollars américains volé à la banque Banco Ambrosiano, mise en faillite par le banquier Roberto Calvi.
En avril 2022, Paolo Bellini, membre du groupe néofasciste d'Avanguardia Nazionale au moment des faits, est reconnu coupable d’avoir participé à l'élaboration de l'attentat. Il est condamné à la prison à perpétuité avec un an d'isolement,. Lors du même procès, l'ancien capitaine des carabiniers Piergiorgio Segatel et Domenico Catracchia, ancien administrateur de copropriété via Gradoli à Rome sont condamnés respectivement à six et quatre ans de prisons pour entrave à la justice.

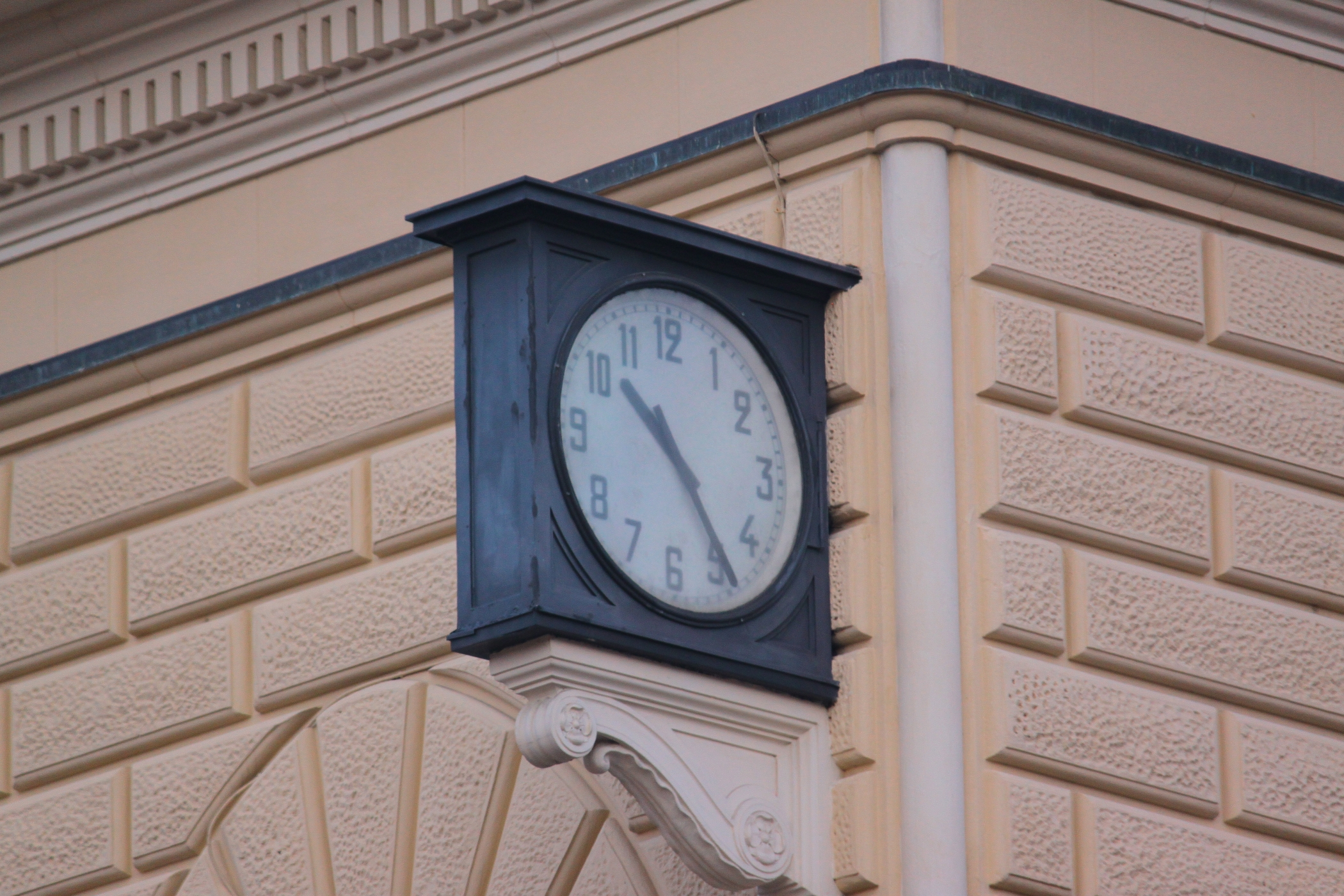
Horloge de la gare bloquée à, heure de l'attentat.

Le 2 août est considéré en Italie comme la journée de la mémoire de tous les massacres terroristes. La reconstruction de la gare a préservé le trou causé par l'explosion dans la salle d'attente et même l'horloge, qui indique encore 10 h 25.

## Controverses
Francesco Cossiga, le chef du gouvernement de l'époque, a adressé en 2004 une lettre à Enzo Fragala, chef de l'Alliance nationale de la commission Mitrokhine, dans laquelle il soupçonnait le Front populaire pour la libération de la Palestine d'être auteur de l'attentat. Cette thèse est vaguement confortée par le fait que le préfet Gaspare de Francisci, chef de l'anti-terrorisme en Italie, avait fait part de ses craintes trois semaines avant l'attentat, à la suite des pressions du FPLP sur les autorités italiennes, pour obtenir la libération d'Abu Anzeh Saleh, emprisonné à la prison de Trani[réf. nécessaire]. À la même période, les magistrats français découvrent dans les papiers de Mourkabal Michel Walid, bras droit de Carlos, une adresse à Bologne avec une instruction pour y entreposer grenades, dynamite, détonateurs et mécanismes d'horlogerie. Dans un entretien au journal Corriere della Sera en 2008, Cossiga réaffirme que le terrorisme noir n'est pour rien dans l'attentat et qu'il croit fermement à l'innocence de Francesca Mambro et Giuseppe Valerio Fioravanti. Cette thèse « palestinienne » a été alimentée par le gouvernement de Silvio Berlusconi en raison des accusations portant sur Licio Gelli. La thèse palestinienne est réfutée par Paolo Bolognesi, président de l'association des victimes de l'attentat de Bologne,.
Aucun membre du gouvernement de Silvio Berlusconi ne s'est déplacé pour assister à la cérémonie commémorant les 30 ans de l'attentat de Bologne, suscitant une nouvelle controverse médiatique.

## Hommage aux victimes

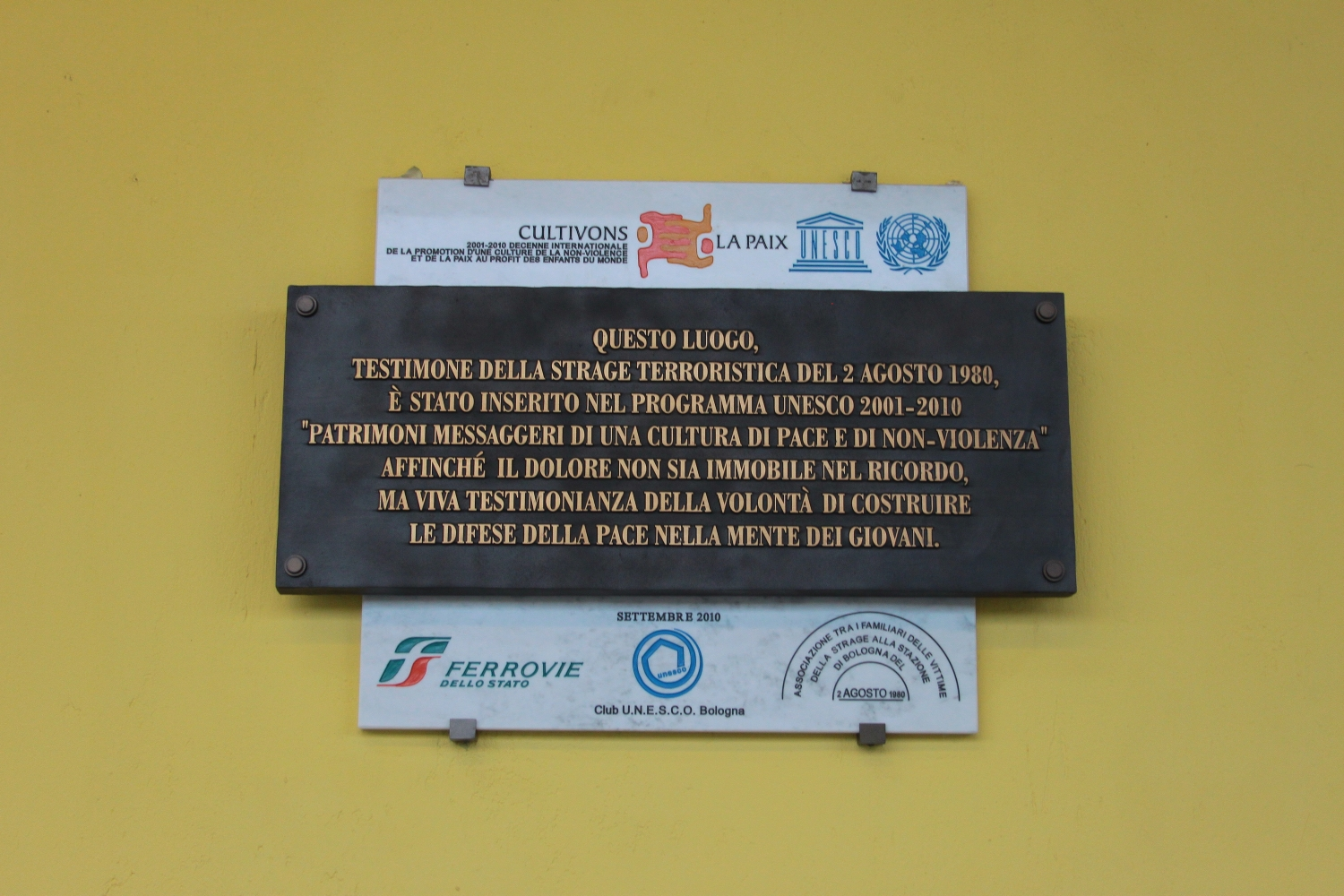
Stèle de l'UNESCO.

### Liste nominative et âge des victimes
Liste nominative et âge des victimes :
- Antonella Ceci, 19
- Angela Marino, 23
- Leo Luca Marino, 24
- Domenica Marino, 26
- Errica Frigerio, 57
- Vito Diomede Fresa, 62
- Cesare Francesco Diomede Fresa, 14
- Anna Maria Bosio, 28
- Carlo Mauri, 32
- Luca Mauri, 6
- Eckhardt Mader, 14
- Margret Rohrs, 39
- Kai Mader, 8
- Sonia Burri, 7
- Patrizia Messineo, 18
- Silvana Serravalli, 34
- Manuela Gallon, 11
- Natalia Agostini, 40
- Marina Antonella Trolese, 16
- Anna Maria Salvagnini, 51
- Roberto De Marchi, 21
- Elisabetta Manea, 60
- Eleonora Geraci, 46
- Vittorio Vaccaro, 24
- Velia Carli, 50
- Salvatore Lauro, 57
- Paolo Zecchi, 23
- Viviana Bugamelli, 23
- Catherine Helen Mitchell, 22
- John Andrew Kolpinski, 22
- Angela Fresu, 3
- Maria Fresu, 24
- Loredana Molina, 44
- Angelica Tarsi, 72
- Katia Bertasi, 34
- Mirella Fornasari, 36
- Euridia Bergianti, 49
- Nilla Natali, 25
- Franca Dall'Olio, 20
- Rita Verde, 23
- Flavia Casadei, 18
- Giuseppe Patruno, 18
- Rossella Marceddu, 19
- Davide Caprioli, 20
- Vito Ales, 20
- Iwao Sekiguchi, 20
- Brigitte Drouhard, 21
- Roberto Procelli, 21
- Mauro Alganon, 22
- Maria Angela Marangon, 22
- Verdiana Bivona, 22
- Francisco Gómez Martínez, 23
- Mauro Di Vittorio, 24
- Sergio Secci, 24
- Roberto Gaiola, 25
- Angelo Priore, 26
- Onofrio Zappalà, 27
- Pio Carmine Remollino, 31
- Gaetano Roda, 31
- Antonino Di Paola, 32
- Mirco Castellaro, 33
- Nazzareno Basso, 33
- Vincenzo Petteni, 34
- Salvatore Seminara, 34
- Carla Gozzi, 36
- Umberto Lugli, 38
- Fausto Venturi, 38
- Argeo Bonora, 42
- Francesco Betti, 44
- Mario Sica, 44
- Pier Francesco Laurenti, 44
- Paolino Bianchi, 50
- Vincenzina Sala, 50
- Berta Ebner, 50
- Vincenzo Lanconelli, 51
- Lina Ferretti, 53
- Romeo Ruozi, 54
- Amorveno Marzagalli, 54
- Antonio Francesco Lascala, 56
- Rosina Barbaro, 58
- Irene Breton, 61
- Pietro Galassi, 66
- Lidia Olla, 67
- Maria Idria Avati, 80
- Antonio Montanari, 86